# Százalék
A százalék a racionális számok (általában arányok) felírásának olyan alakja, amely a szám értékét századokban adja meg, tulajdonképpen az {\displaystyle {\frac {x}{100}}} alakú törtek egyszerűbb alakja. Jelölésére a százalékjel (%) szolgál, mely azonban nem mértékegység, hanem a {\displaystyle {\frac {}{100}}} szimbóluma. Az {\displaystyle {\frac {x}{100}}} tört tehát {\displaystyle x\%} formában is felírható. Például {\displaystyle 0{,}45={\frac {45}{100}}=45\%}.

## Százalékszámítás
A százalékszámításban alap az a mennyiség, aminek a valahány százalékát vesszük; százalékláb a százalékban megadott érték, és százalékérték az a mennyiség, ami az alapnak valahány százaléka. Például, ha 200-nak vesszük a 25%-át, akkor az 50 lesz. Itt 200 az alap, 25 a százalékláb, és 50 a százalékérték. A százalékértéket úgy kapjuk meg, hogy összeszorozzuk az alapot a százaléklábbal, és szorzatukat elosztjuk 100-zal.
Az emelések hozzáadódnak, a csökkentések levonódnak. Például, ha valaminek az ára 10%-kal nő, akkor az új ár a régi 110%-a; ha az ár 10%-kal csökken, akkor az új ár a régi 90%-a. Ha többször változik egy mennyiség, akkor ezek a mennyiségek összeszorzódnak, mivel az újabb változás már az előző megváltozással kapott összegre vonatkozik. Például, ha az ár először 10%-kal növekedik, majd 10%-kal csökken, akkor a végső ár az eredetinek (100% + 10%) · (100% − 10%) = 110% · 90% = 1,1 · 0,9 = 0,99 = 99%-a lesz. A szorzás kommutativitása miatt a végeredmény nagysága nem függ a változások sorrendjétől.
Gyakori hiba, hogy az egymást követő emelések és csökkentések százalékos értékét egyszerűen összeadjuk. Ez azonban könnyen beláthatóan téves, mint fentebb is látható. Például p%-os emelés és ezt követő p%-os csökkentés következtében nem az eredeti árat kapjuk vissza, hanem {\displaystyle {\frac {100+p}{100}}\cdot {\frac {100-p}{100}}={\frac {10000-p^{2}}{10000}}}-szorosát. Ez beláthatóan kevesebb, mint a 100%.
A százalék nagysága nemcsak a százaléklábbal egyenesen arányos, hanem az alap nagyságával is, így ugyanaz a százalékláb a nagyobb mennyiségnél többet jelent. Például, ha egy mennyiség 25%-kal nő, akkor egy 20%-os csökkentés a kiindulási mennyiséget adja vissza. Fordítva, egy 20%-os csökkenést egy 25%-os emelkedésnek kell követnie, hogy az eredeti mennyiség visszaálljon.
Az alábbi táblázatban G az alap, W a százalékérték, és p a százalékláb.
| Általános képlettel | Arányegyenlettel | Mi az 1%? {\displaystyle {\frac {p\,\%}{42\,{\text{kg}}}}={\frac {100\,\%}{7\,\%}}} |
| {\displaystyle {\frac {p\,\%}{100\,\%}}={\frac {W}{G}}} többszörös átalakítással: {\displaystyle G={\frac {W}{p\,\%}}\cdot {100\,\%}} {\displaystyle G={\frac {42\,{\text{kg}}}{7\,\%}}\cdot {100\,\%}=600\,{\text{kg}}} | {\displaystyle {\frac {G}{42\,{\text{kg}}}}={\frac {100\,\%}{7\,\%}}} egyszerű átszámolással: {\displaystyle G={\frac {42\,{\text{kg}}}{7\,\%}}\cdot {100\,\%}=600\,{\text{kg}}} | {\displaystyle {\frac {42\,{\text{kg}}:{\color {red}7}}{7\,\%:{\color {red}7}}}={\frac {6\,{\text{kg}}}{1\,\%}}={\frac {6\,{\text{kg}}\cdot {\color {red}100}}{1\,\%\cdot {\color {red}100}}}} átalakítás nélkül: {\displaystyle G=6\,{\text{kg}}\cdot 100=600\,{\text{kg}}} |
| Előny: • Egy képlet minden feladathoz | Előnyök: • Nem kell képlet • Egyszerű átalakítás, ha a keresett mennyiség – itt G – bal oldalon a számlálóban áll.                                                               | Előnyök: • Nem kell képlet • Fejszámolásnál is használható |
| --- | --- | --- |

A továbbiakban a táblázatban szereplő jelöléseket használjuk.
A százalékszámítás alapképlete:
{\displaystyle p\,\%={\frac {W}{G}}}.
Egy kis átrendezéssel:
{\displaystyle p=100\cdot {\frac {W}{G}}}.
Az alkalmazás céljából a képlet átrendezhető:
{\displaystyle G={\frac {W}{p\,\%}}}
és
{\displaystyle W={p\,\%}\cdot G}.
Példa:
Ha egy tömegnek a 7%-a 42 kg, akkor mennyi a teljes tömeg?
- Százalékérték, W: 42 kg
- Százalék, p%: 7%.

Keressük az egészet: G.
A megoldáshoz G-t kell kifejezni:
{\displaystyle G={\frac {W}{p\,\%}}={\frac {42\,{\text{kg}}}{7\,\%}}={\frac {42}{\frac {7}{100}}}\,{\text{kg}}={\frac {42\cdot 100}{7}}\,{\text{kg}}=600\,{\text{kg}}}.
A különféle számológépek nem kezelik egységesen a százalék megadásának módját; ez megzavarhatja a számolást. Ez elkerülhető azzal, hogy a százalékokat törtekként, tizedestörtekként visszük be, vagy pótlólag osztunk százzal.

## Százalék és tört alak átváltása
A százalékjel helyettesíthető az {\displaystyle \cdot {\tfrac {1}{100}}} szorzással. Például: : 50 % egyenlő {\displaystyle 50\cdot {\tfrac {1}{100}}}-zal, illetve {\displaystyle {\tfrac {50}{100}}}-dal, ami egyszerűsíthető {\displaystyle {\tfrac {1}{2}}}-re. 
Megfordítva, a valahányad rész úgy számítható át, hogy 100%-kal szorozzuk. Például:
{\displaystyle {\tfrac {3}{4}}={\tfrac {3}{4}}\cdot 100\,\%={\tfrac {3\cdot 100}{4}}\,\%=75\,\%}

## Alkalmazások
A százalékok sok helyen felbukkannak. Az árak, a bérek megváltozását, az adókat, a kamatokat, és a kedvezményeket százalékokban szokás kifejezni.
A százalék alkalmazása előtt meg kell győződni arról, hogy a feladat megadása korrekt-e, illetve van-e egyáltalán értelme százalékról, tehát arányról beszélni. Így például nincs értelme annak, hogy a Celsius-fokban vagy Fahrenheit-fokban kifejezett hőmérséklet hány százalékkal nőtt, hiszen ezeknek a skáláknak a nullapontjai nem természetesek (másként fogalmazva: a Celsius-fokban vagy Fahrenheit-fokban kifejezett hőmérséklet nem arányos a belső energiával). Ezzel szemben kelvinben megadott hőmérséklet megváltozását már van értelme arányként, azaz akár százalékban megadni, hiszen a kelvinben megadott hőmérséklet szoros kapcsolatban áll a rendszer energiatartalmával. Így ha egy hőmérséklet százalékos megváltozásáról beszélünk, mindig a kelvinben kifejezett hőmérsékletet kell alapul venni.
Pl. ha egy 25 Celsius-fokos test hőmérsékletét 10%-kal megnövelem, annak hőmérséklete 54,815 Celsius-fok lesz:
1. {\displaystyle 25\;^{\circ }\mathrm {C} =\left(25+273{,}15\right)\mathrm {K} =298,15\,\mathrm {K} }
2. {\displaystyle 298{,}15\,\mathrm {K} \cdot \left(100\,\%+10\,\%\right)=298{,}15\,\mathrm {K} \cdot 1{,}1=327{,}965\,\mathrm {K} =54{,}815\;^{\circ }\mathrm {C} }
3. {\displaystyle 327{,}965\,\mathrm {K} =\left(327{,}965-273{,}15\right)\;^{\circ }\mathrm {C} =54{,}815\;^{\circ }\mathrm {C} }

### Meredekségek

„Veszélyes emelkedő” KRESZ-tábla

A technikában a meredekséget szintén százalékban adják meg. A százalékban megadott érték a szintkülönbség és a vízszintes szakasz hányadosa. A 10%-os meredekség azt jelenti, hogy 100 méteren 10 méter az emelkedés (10m/100m=0,1=10%). Ügyelni kell a mértékegységekre; ha 100 méteren 6 centiméter (=0,06 méter) a szintkülönbség, akkor az emelkedés 0,06%-os lesz (0,06m/100m=0,0006=0,06%). Az így megadott meredekség tulajdonképpen az emelkedési szög tangense; például, ha az emelkedési szög 45 fok, akkor a meredekség 100%, a tangens pedig 1.
Az utakon a jelzőtáblákra nem az útszakasz átlagos meredekségét, hanem a legnagyobb meredekségét írják fel. Vasutaknál 1%, hegyi utakon 10%-30%, sípályákon 100%-ig, és szerepel még néhány extrém eset illusztrációként:
| Meredekség {\displaystyle p} | Szög {\displaystyle \alpha } (ca.) |
| ---------------------------- | ---------------------------------- |
| 0‰ (= 0,0%)                  | 00,0°0                             |
| 1‰ (= 0,1%)                  | 00,057°                            |
| 3‰ (= 0,3%)                  | 00,17°0                            |
| 01%                          | 00,57°0                            |
| 03%                          | 01,72°0                            |
| 08%                          | 04,57°0                            |
| 010%                         | 05,71°0                            |
| 012%                         | 06,84°0                            |
| 015%                         | 08,53°0                            |
| 020%                         | 11,3°0                             |
| 025%                         | 14,0°0                             |
| 030%                         | 16,7°0                             |
| 040%                         | 21,8°0                             |
| 050%                         | 26,6°0                             |
| 070%                         | 35,0°0                             |
| 0100%                        | 45,0°0                             |
| 0200%                        | 63,4°0                             |
| 0500%                        | 78,7°0                             |
| 01000%                       | 84,3°0                             |
| 10000%                       | 89,4°0                             |
| ∞ (végtelen) %               | 90,0°0                             |

### Anyagok keverése
Anyagok keverésénél több szempontból is figyelni kell:
A százalék az oldószer 100 egységére jutó oldott anyagot, vagy a kész oldatban levő oldott anyag arányát adja meg. Az első szerepel az oldhatósági adatoknál, a második a koncentrációknál.
A százalékos adat térfogatra vagy tömegre vonatkozik-e. A két anyag sűrűsége nem egyezik meg, így a két százalékos adat különböző.
Például a víz és az alkohol keverékében az alkohol sűrűsége alacsonyabb (ca. 0,8 g/cm³), így az alkoholos italok tömegszázaléka kisebb, mint a térfogatszázaléka. Például az 50 térfogatszázalékos pálinka tömegszázaléka 44,4%.

### Áfa
Gyakori példa az áfa kiszámítása. Mivel a legtöbb helyen az ár már tartalmazza, azért a vásárlóknak többnyire nem kell külön kiszámolniuk. Ez többnyire a céges beszerzéseket és a kereskedőket érinti.
Az áfát is magában foglaló ár az áremeléses példához hasonlóan működik:
- Az áfát megkapjuk, ha a nettó érték és az áfa százaléklábának szorzatát elosztjuk százzal. Ezt hozzáadva a nettó árhoz megkapjuk a bruttó árat.
- A bruttó ár megkapható, ha az egyet megnöveljük a százalékkal kifejezett értékkel, és ezt beszorozzuk a nettó árral.

Például, ha az ár 100 euró, és az áfa 19%-os, akkor a bruttó ár számolása:
- Az első módszerrel 100 euró · 19% = 100 euró · 0,19 = 19 euró. Ezt hozzáadva a nettó árhoz: 100 euró + 19 euró = 119 euró.
- A második módszerrel bruttó = nettó · (1 + 19 %) = nettó · (1 + 0,19) = nettó · 1,19.
- A második módszer képletének átrendezésével a többi mennyiség is kiszámítható.

A nyelvhasználat a mindennapokban nem matematikai pontosságú. Így keletkezhetnek a következő kijelentések:
- Az áfa 19%.

Értsd: Az áfa tétele 19%.
- A számla 19% áfát tartalmaz.

Értsd: Ez a bruttó összeg, amibe bele van számolva 19%-os áfa.
- Az összeg 19%-a áfa.

Értsd: Ez a bruttó összeg, amibe bele van számolva 19%-os áfa. A bruttó összeg nagyobb, mint a nettó, így a beleszámolt áfa értéke hozzá képest nem 19%, hanem csak ~15,97%.
- A zsebpénzemet 50%-kal megemelték.

Az emelés a régi értékhez képest értendő. Ha 10 euró volt, akkor az új érték 15 euró, aminek az 5 euró már csak 33+1/3%-a.
- A zsebpénzem 50%-a kiegészítés a mamától.

A zsebpénz 50%-a, azaz 7,5 euró származik a mamától.

## A százalékjel helyesírása
A %-jelet a százalékláb után szóköz nélkül írjuk. A toldalékolás a jelhez kötőjellel kapcsolódik.

## Eredete
A százalékszámítás eredete az ókori Római Birodalomig nyúlik vissza. A számítások egyszerűsítése végett ugyanis ott a kamatokat, adókat 100 egységre határozták meg. Ez a százalék régies nevének, a percentnek is az eredete: a per cent magyarra fordítva százanként. Mivel a középkorban a pénzmennyiség egyre nőtt, a 100-as nevezővel egyre gyakoribbak voltak a számítások, így a százalékszámítás sztenderdizálódott. A XV-XVI. századtól a százalékszámítás a szokásos számtani műveletek közé került.

## Fordítás
Ez a szócikk részben vagy egészben  a   Prozent című német Wikipédia-szócikk fordításán alapul.  Az eredeti cikk szerkesztőit annak laptörténete sorolja fel. Ez a jelzés csupán a megfogalmazás eredetét és a szerzői jogokat jelzi, nem szolgál a cikkben szereplő információk forrásmegjelöléseként.